# 羅特尼斯島
32°00′07″S 115°31′01″E / 32.002°S 115.517°E
羅特尼斯島（英語：Rottnest Island）是澳大利亞西海岸的一個島嶼，位於弗里曼特爾以西18（11英里）處。羅特尼斯島是一個受歡迎的度假地點，有渡輪往返於伯斯和羅特尼斯島之間。羅特尼斯島的常住人口只有約100人，但每年約有50萬遊客到訪羅特尼斯島。
由於島上的生態沒有被破壞，短尾矮袋鼠(Quokka)都有著自己的窩；偶爾出現的觀光客也總是將他們餵飽飽，衣食住行從來不需要擔心。而羅特尼斯島上因為這些短尾矮袋鼠，全世界現在都稱這裡「Quokka Island」，非常有趣。在澳洲各地的袋鼠「裝著」寶寶的時候，其實對人類都會有點警戒心。但羅特尼斯島上的 Quokkas 不一樣，他們對人類真的非常親暱。
其他棲息於島上的野生動物則包括羅尼島松果蜥。

## 外部連結
- Rottnest Island Authority home page （页面存档备份，存于）